# Putina, Argeș
Putina este un sat în comuna Vlădești din județul Argeș, Muntenia, România.